# SRCM Mod. 35
La SRCM Mod. 35 è una bomba a mano, attualmente in dotazione all'Esercito Italiano.

## Storia
Entrata in servizio nel 1935, la SRCM Mod. 35, insieme alla OTO Mod. 35 ed alla Breda Mod. 35 rappresentavano la nuova generazione di bombe a mano con le quali il Regio Esercito affrontò la seconda guerra mondiale. Dopo l'armistizio fu adottata come Handgranate 328 dalle forze tedesche in Italia. È tuttora operativa nell'Esercito Italiano, affiancata alla più moderna sostituta OD 82/SE, e nelle forze armate maltesi (fornita dalla MIATM).

## Descrizione
La SRCM Mod. 35 è una bomba a mano di tipo offensivo; si dicono offensive quelle bombe che disperdono schegge leggere, letali in un raggio inferiore rispetto alla distanza massima alla quale viene lanciata, coprendo l'avanzata del lanciatore senza bisogno per questo di cercare riparo. La distanza di lancio è infatti di                  30 metri e quella d'azione delle schegge di 10-15. Il funzionamento della SRCM non è a tempo, bensì a percussione: l'ordigno cioè, una volta lanciato, esplode solo all'impatto col terreno. Il corpo bomba in lamierino d'alluminio contiene 43 grammi di tritolo o 46 grammi di miscela tritolo/trinitro-naftalina che, al momento dell'esplosione, frammentano in schegge un filo metallico avvolto internamente.
La SRCM Mod. 35 ha quattro sicure, delle quali una "manuale" e tre "automatiche". La prima sicura, quella manuale, è costituita da un traversino in ottone con impugnatura in gomma telata (sicura di maneggio e trasporto); la seconda sicura (automatica) è costituita da un traversino d'alluminio collegato ad una cuffia esterna, detta "cuffia aerodinamica", che ha il compito di sfilare il traversino e liberare la corsa tra il percussore e la capsula di innesco dell'esplosivo (sicura di prima traiettoria); la terza sicura automatica (detta di funzionamento universale) è interna all'ordigno ed è costituita da un sistema a molla che ne evita l'esplosione in volo e ne garantisce la detonazione all'impatto qualunque sia la parte della bomba che tocca il terreno; la quarta sicura (automatica) è il congegno di disattivazione, costituito da un lamierino interno forato che, in caso di mancata esplosione, si interpone nel suo pieno tra il percussore e la capsula di innesco, impedendo dunque una successiva percussione (ad esempio, a seguito di un urto fortuito) ed inertizzando di fatto la bomba. Tuttavia, l'intervento del congegno di disattivazione non è verificabile dall'esterno; dunque, a seguito di una mancata esplosione, è di rigore intervenire segnalando la presenza della bomba inesplosa, in attesa di provvedere nel più breve tempo possibile al suo brillamento.

## Funzionamento
Il lancio avviene dopo aver tolto la prima sicura (di maneggio e trasporto); durante la parabola la cuffia aerodinamica sfila la seconda sicura (prima traiettoria) e libera lo spazio tra il percussore e la capsula di innesco, attivando fisicamente la bomba; la terza sicura (funzionamento universale) consentirà all'ordigno di completare il volo fino a quando, all'impatto col terreno, si avrà l'esplosione.
Durante la guerra le SRCM furono usate anche come mine antiuomo con opportune modifiche. Montate prive della sicura all'interno di una struttura tubolare con un perno che funzionava da percussore quando calpestato scorrendo infine nel tubo urtandolo.

## Versioni
Nel dopoguerra sono state prodotte granate di colore kaki invece che rosso, fermo restando il codice delle righe colorate per le varie versioni.
| Versione                        | Immagine | Commento |
| ------------------------------- | -------- | --- |
| Guerra                          |          | colore rosso |
| Carica ridotta da addestramento |          | rossa con righe marrone ed azzurra, carica di 5 grammi di miscela fumogena, manicotto senza filo metallico frammentabile.                                                                        |
| Inerte                          |          | bianca con riga rossa; a sola cassula ("Min.della Guerra-bombe a mano e loro impiego 1944.) |
| Fumogena da addestramento       |          | gialla nel periodo bellico, rossa poi; riconoscibile da numerosi grossi fori sul corpo bomba. La particolarità di queste granate era il fatto di poter essere ricaricate con degli speciali kit. |
| Fumogena Incendiaria            |          | per uso operativo, senza fori, metà superiore rossa, metà inferiore nera con scritta sul fondo rispettivamente F ed FI in bianco. Le FI producevano una nebbia mista a fosforo bianco.           |
| Alto Potenziale                 |          | rossa con riga gialla, ad alto potenziale, carica a TNT. |